# Северный район (Севилья)
Северный район (исп. Distrito Norte) — один из одиннадцати административных районов, на которые подразделяется городской муниципалитет Севилья, находящийся в составе комарки Большая Севилья.

## Расположение
Район расположен в северной части Севильи.
Граничит с:
- районами Сан-Пабло-Санта-Хуста, Триана и Макарена — на юге;
- районом Эсте-Алькоса-Торребланка — на востоке;
- муниципалитетами Ла-Ринконада и Ла-Альгаба — на севере;
- муниципалитетами Сальтерас и Сантипонсе — на западе.

## Административное деление
Административно Северный район подразделяется на 13 микрорайонов (исп. barrios):
- (исп. Barriada Pino Montano);
- (исп. Consolación);
- (исп. El Gordillo);
- (исп. Las Almenas);
- (исп. San Jerónimo);
- (исп. La Bachillera);
- (исп. Los Carteros);
- (исп. San Pedro);
- (исп. Los Arcos);
- (исп. Las Naciones-Parque Atlántico-Las Dalias);
- (исп. San Matías);
- (исп. Aeropuerto Viejo);
- (исп. Valdezorras)[3][4].

Также на территории района расположены трущобы Эль-Васье (примечательны тем, что в них с 1960-х годов проживал, возможно, самый старый человек Испании — Мария Диас Кортес).

## Население
По состоянию на:
- 1 января 2012 года население района составляло 74 131 человек (36 282 мужчины и 37 849 женщин);
- 1 января 2011 года — 74 190 человек (36 397 мужчин и 37 793 женщины)[2].